# جون وود (لاعب دوري الرغبي)
جون وود (بالإنجليزية: John Wood)‏ هو لاعب دوري الرغبي بريطاني، ولد في 1 أبريل 1956 في ويدنس ‏ في المملكة المتحدة.